# Starratt Airways
Starratt Airways war eine kanadische Fluggesellschaft mit Sitz in Hudson, Ontario.

## Geschichte
Im Jahr 1926 beauftragte die Hudson Bay Company Robert Starratt, ein Transportnetz im nordwestlichen Ontario aufzubauen, um Ausrüstung und andere Güter zu den Goldsuchgebieten nahe dem Red Lake und dem Uchi Lake zu transportieren. Daher kaufte Starratt im Jahr 1928 das Unternehmen Hudson Bay Transport und 1929 Red Lake Transport und gründete in Hudson die Northern Transportation Company. Zur Erforschung von Transportwegen und zur Unterstützung von Reparaturarbeiten kaufte Starratt eine De Havilland DH.60 Gipsy Moth. Kurze Zeit später war die Flotte auf fünfzehn Flugzeuge angewachsen und Starratt gründete 1932 Starratt Airways. Starratt Airways war zu ihrer Zeit die größte Fluggesellschaft weltweit mit bis zu 12.600 Passagieren und fast 3.000 Tonnen Fracht pro Jahr. Aufgrund von Starratts Interesse an technischen Entwicklungen kaufte er nur die modernsten Flugzeuge seiner Zeit. Dazu gehörten Maschinen von Fokker, Stinson, Travel Air und Fairchild sowie Flugzeuge der Typen De Havilland DH.83 Fox Moth, Beech 17 Staggerwing und Noorduyn Norseman. Im Jahr 1937 kaufte das Unternehmen als erstes in Kanada eine Beechcraft 18 und rüstete sie sowohl mit Kufen als auch mit Schwimmern aus.
Neben den kommerziellen Flügen unternahm die Gesellschaft auch Wohltätigkeitsflüge, um beispielsweise Weihnachtsgeschenke, die Starratt auf eigene Kosten beschafft hatte, zu abgelegenen Siedlungen zu bringen. Des Weiteren war sie auch die erste Fluggesellschaft, die Eishockeyteams zu einem Bruchteil der Kosten zu entfernten Spielen flog.
Mit dem Beginn des Zweiten Weltkriegs war Starratt gezwungen, den Großteil seiner Flugzeuge an das kanadische Militär zu verkaufen. Im Jahr 1941 verkaufte er schließlich das Unternehmen an die Canadian Pacific Railway, die es 1942 mit den anderen regionalen Fluggesellschaften Canadian Airways, Ginger Coote Airways, Southern Air Transport (Kanada), Wings, Prairie Airways, Mackenzie Air Service, Arrow Airways, Quebec Airways, Montreal & Dominion Skyways und Yukon Southern Air Transport zur Canadian Pacific Air Lines verschmolz. Im Jahr 1987 ging die Canadian Pacific Air Lines zusammen mit Eastern Provincial Airways, Pacific Western Airlines und Nordair in der Canadian Airlines auf, die wiederum im Jahr 2001 von Air Canada aufgekauft wurde.

## Flotte

### Flotte bei Betriebseinstellung
- Beech C17R (CF-BIF)[4]
- De Havilland DH.60M Moth (CF-AGX), bis heute erhalten, ausgestellt im Reynolds-Alberta Museum, Wetaskiwin, Alberta[4]
- Fairchild 82A (CF-AXG3)[4]
- Travel Air SA-6000-A (CF-AEJ), bis heute erhalten, neues Kennzeichen (N4942V), stationiert auf dem Valle Airport in Williams, Arizona[4]

### Zuvor eingesetzte Flugzeuge
- Beech 18A (CF-BGY), bei Unfall zerstört[4]
- Bellanca CH-300 Pacemaker (CF-AEC)[4]
- Curtiss C-1 Robin (CF-AHH)[4]
- De Havilland DH.83 Fox Moth (CF-APO)[4]
- Fairchild 71C (CF-AWW), bei Unfall zerstört[4]
- Fairchild 82A (CF-AXD)[4]
- Fairchild 82A (CF-AXL), bis heute erhalten, ausgestellt im Canadian Aviation and Space Museum, Ottawa, Ontario, Canada[4]
- Fokker Super Universal (CF-AJA), bei Unfall zerstört[4]
- Fokker Super Universal (CF-AJB)[4]
- Noorduyn Norseman Mk.II (CF-AZS), bei Unfall zerstört[4]
- Noorduyn Norseman Mk.IV (CF-BDE), verkauft an die Royal Canadian Air Force[4]
- Stinson SM-1D-300 (CF-AUH), bei Unfall zerstört[4]
- Stinson SR-5A Reliant (CF-ANW)[4]
- Stinson SR-9F Reliant (CF-BGJ)[4]
- Travel Air B-6000 (CF-ABF), bei Unfall zerstört[4]

## Zwischenfälle
- Am 24. Oktober 1935 musste die Travel Air B-6000 mit dem Kennzeichen CF-ABF nahe dem Lindbergh Lake in Ontario wegen technischer Probleme notlanden. Bei dem Unfall wurde niemand verletzt, die Maschine brannte jedoch vollständig aus.[5]
- Am 8. April 1936 stürzte die Fairchild 71C mit dem Kennzeichen CF-AWW bei Savant Lake in Ontario ab und wurde zerstört.[6]
- Am 2. März 1937 wurde die Stinson SM-1D-300 mit dem Kennzeichen CF-AUH bei einem Feuer in einem Hangar in Hudson zerstört.[7]
- Am 16. Juni 1937 stürzte die Noorduyn Norseman Mk.II mit dem Kennzeichen CF-AZS beim Landeanflug auf Red Lake in Ontario ab und wurde zerstört.[8]
- Am 9. Februar 1938 wurde die Fokker Super Universal mit dem Kennzeichen CF-AJA bei einem Feuer in einem Hangar in Hudson während einer Wartung zerstört.[9]
- Am 7. Januar 1941 stürzte die Beechcraft 18A mit dem Kennzeichen CF-BGY auf einem Frachtflug bei Bruce Lake in Ontario ab und wurde zerstört, der Pilot wurde tödlich verletzt.[10]